# Số nguyên tố Palindrome
Trong toán học, số nguyên tố Palindrome hay số xuôi ngược nguyên tố là số nguyên tố viết xuôi hay viết ngược vẫn chỉ cho ra một số. Có vô hạn số Palindrome, nhưng không rõ tập số nguyên tố Palindrome có vô hạn hay không, vì phần nhiều các số loại này là hợp số.

## Một vài giá trị đáng chú ý
Các số nguyên tố Palindrome dưới 100000 gồm dãy cách số sau :
3, 5, 7, 11, 101, 131, 151, 181, 191, 313, 353, 373, 383, 727, 757, 787, 797, 919, 929, 10301, 10501, 10601, 11311, 11411, 12421, 12721, 12821, 13331, 13831, 13931, 14341, 14741, 15451, 15551, 16061, 16361, 16561, 16661, 17471, 17971, 18181, 18481, 19391, 19891, 19991, 30103, 30203, 30403, 30703, 30803, 31013, 31513, 32323, 32423, 33533, 34543, 34843, 35053, 35753, 36263, 36563, 37273, 37573, 38083, 38183, 38783, 39293, 70207, 70507, 70607, 71317, 71917, 72227, 72727, 73037, 73237, 73637, 74047, 74747, 75557, 76367, 76667, 77377, 77477, 77977, 78487, 78787, 78887, 79397, 79697, 79997, 90709, 91019, 93139, 93239, 93739, 94049, 94349, 94649, 94849, 94949, 95959, 96269, 96469, 96769, 97379, 97579, 97879, 98389, 98689
Ngoại trừ số 11, tất cả các số nguyên tố Palindrome đều có số chữ số là lẻ (nếu số chữ số là chẵn, số đang xét sẽ là bội của 11). Ngoài ra các số nguyên tố toàn đơn cũng là số nguyên tố Palindrome, ví dụ như:
11, {\displaystyle {\frac {10^{19}-1}{9}}}, {\displaystyle {\frac {10^{23}-1}{9}}}, {\displaystyle {\frac {10^{317}-1}{9}}}, {\displaystyle {\frac {10^{1031}-1}{9}}}.
Số nguyên tố Palindrome nhỏ nhất có mặt cả 10 chữ số từ 0 đến 9 là 1 023 456 987 896 543 201.
Tính đến tháng 10 năm 2021, số nguyên tố Palindrome lớn nhất đã tìm thấy được là:
{\displaystyle 10^{1.888.529}-10^{944.264}-1}
Số này có 1888529 chữ số.

## Số nguyên tố siêu Palindrome
Là số nguyên tố có dạng:
{\displaystyle a\times {\frac {10^{m}-1}{9}}\pm b\times 10^{\frac {m}{2}}}
Các giá trị đầu tiên:
101, 131, 151, 181, 191, 313, 353, 373, 383, 727, 757, 787, 797, 919, 929, 11311, 11411, 33533, 77377, 77477, 77977, 1.114.111, 1.117.111, 3.331.333, 3.337.333, 7.772.777, 7.774.777, 7.778.777, 111.181.111, 111.191.111, 777.767.777, 77.777.677.777, 99.999.199.999.

## Số nguyên tố Palindrome ba lần
Một nhà toán học tài ba là Ribenboim đã đề ra khái niệm này. Các số p có dạng này là số nguyên tố Palindrome có q chữ số, q là số nguyên tố Palindrome có r chữ số, r là số nguyên tố Palindrome.
Ví dụ:
{\displaystyle 10^{11.310}+4.661.664\times 10^{5.652}+1} là số nguyên tố Palindrome có 11.311 chữ số, 11.311 là số nguyên tố Palindrome có 5 chữ số, 5 là số nguyên tố Palindrome.
Số nguyên tố nhỏ nhất có dạng này là 10.000.500.001.